# Oreopanax sanderianus
Oreopanax sanderianus là một loài thực vật thuộc họ Araliaceae. Loài này có ở Guatemala, Honduras, và México. Chúng hiện đang bị đe dọa vì mất môi trường sống.